# 토니 멘데즈

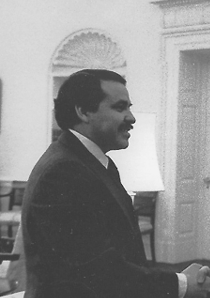

토니 멘데즈(Tony Mendez, 본명: 안토니오 멘데즈, Antonio Joseph Mendez, 1940년 11월 15일 ~ 2019년 1월 19일)는 은밀하고 비밀스러운 중앙정보국(CIA) 작전 지원을 전문으로 하는 중앙정보국의 미국 기술 작전 책임자였다. CIA 경험에 대해 네 권의 회고록을 썼다.
멘데즈는 이란 인질 위기 당시 "캐나디안 케이퍼"를 현장에서 관리한 공로로 훈장을 받았으며 현재 널리 알려져 있다. 그는 1980년 1월 이란에서 미국 외교관 6명을 캐나다 영화 제작진으로 위장해 탈출했다. 위장의 일환으로 외교관들은 캐나다 시민임을 증명하기 위해 캐나다 정부가 발행한 여권을 소지했다.
기록의 기밀 해제 후 작업의 전체 세부 사항은 2007년 와이어드 (잡지) 잡지의 조슈아 베어먼 기사에 보고되었다. 이는 멘데스 역을 맡은 벤 애플렉이 감독한 2012년 아카데미상 수상 영화 아르고 (영화)(Argo)의 각본과 개발에 느슨하게 적용되었다. 멘데즈는 제70회 골든 글로브 시상식에 참석하여 영화에 대한 연설을 했으며, 이 영화는 최우수 영화 부문 드라마 부문 후보에 올랐다(나중에 수상함).